# فورست پارک (اوهایو)
فورست پارک(به انگلیسی: Forest Park) شهری در ایالت اوهایو کشور ایالات متحده آمریکا است که جمعیت آن در سرشماری سال ۲۰۱۰ میلادی، ۱۸٬۷۲۰ نفر بوده‌است.